# Truellum stelligerum
Truellum stelligerum är en slideväxtart som först beskrevs av Adelbert von Chamisso, och fick sitt nu gällande namn av Sojak. Truellum stelligerum ingår i släktet Truellum och familjen slideväxter. Inga underarter finns listade i Catalogue of Life.